# Oviraptor
Oviraptor är ett släkte med små dinosaurier, inom underordningen Theropoda vilka förekom i Mongoliet under yngre krita för ca 83-70 milj. år sedan. De första fossilet av släktet upptäcktes av paleontologen Roy Chapman Andrews, och beskrevs vetenskapligt 1924 av Henry Fairfield Osborn. Man har bara funnit ett säkerställt specimen, Oviraptor philoceratops (med tillhörande ägg) i Dzjadokhtaformationen i Mongoliet.

## Beskrivning

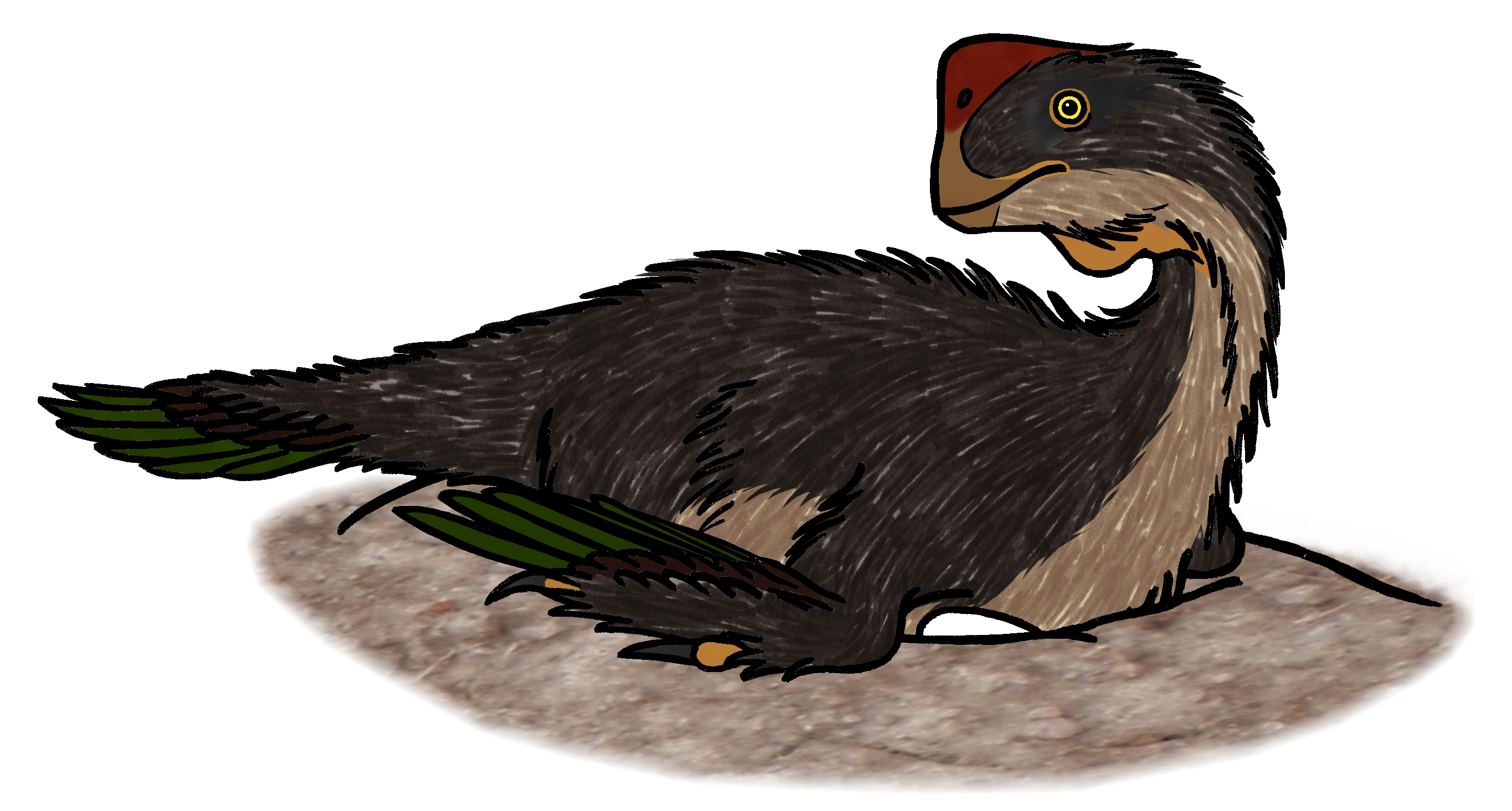
Illustration av Oviraptor i sitt bo.

Storlek i jämförelser med människa.

Oviraptor philoceratops är bara säkert känd från ett enda partiellt skelett (specimennummer AMNH 6517), med tillhörande rede som består av ungefär femton ägg (speciemtnummer AMNH 6508). Detta enda exemplar är dåligt bevarat, speciellt dess krossade och deformerade skalle. Dock finns ett möjligt andra exemplar (också med ägg) som återfunnits i den nordöstra regionen av Inre Mongoliet i ett område som kallas Bayan Mandahu.
Oviraptor var en mycket fågelliknande dinosaurie. Likt de andra theropoderna var de tvåbenta tågångare, och mätte cirka två meter på längden. De saknade tänder men hade en stark näbb. Oviraptor avbildas traditionellt med en distinkt benkam på huvudet, liknande den som kasuarerna har. Senare studier har dock visat att de specimen som denna morfologi hämtats ifrån tillhör släktet Citipati vilket är ett annat släkte av oviraptoiderna. Det är dock troligt att Oviraptor hade en benkam men det är osäkert hur stor, eller vilken form den hade, eftersom skallen hos det enda kända specimen är krossat.
Oviraptor, samt de andra oviraptoiderna kategoriseras tillsammans med dromeosauriderna som fåglarnas närmaste släktingar. Oviraptoidernas och de moderna fåglarnas skelett är så pass lika att vissa paleontologer anser att de var "äkta", om än primitiva fåglar. Deras bröstkorg uppvisar flera likheter med fåglarnas, bland annat har revbenen hakar som förstärker bröstkorgen genom att överlappa med det föregående revbenet. En släkting till Oviraptor, som kallas Nomingia uppvisar pygostyl, vilket är ett antal sammanfogade ryggkotor och som hos moderna fåglar stödjer stjärtmuskulaturen som reglerar stjärtfjädrarnas rörelser. Studier har visat att oviraptoider kan ha varit befjädrade, exempelvis finns fossila avtryck av mera primitiva oviraptoider, som Caudipteryx och Protarchaeopteryx, som tydligt uppvisar befjädring. Utöver detta antyder ruvningspositionen hos exemplar av Citipati att befjädrade vingar användes för att täcka äggen. Utifrån de många anatomiska likheterna mellan dessa båda släkten så är det troligt att även Oviraptor hade fjädrar.

## Systematik
Osborn klassificerade från början Oviraptor som närbesläktad med ornithomimidae på grund av dess tandlösa näbb. Osborn fann även likheter med Chirostenotes, som den än idag anses vara närbesläktad med. 1976 placerade Rinchen Barsbold Oviraptor i den nya familjen Oviraptoridae tillsammans med andra närbesläktade arter och lät Oviraptor utgöra typsläkte.
Under 1970- och 1980-talet placerades senare upptäckta och mer kompletta specimen av oviraptoider i släktet Oviraptor men alla dessa arter har senare omplacerats till andra släkten som Conchoraptor och Citipati.
Det vetenskapliga släktnamnet betyder "äggtjuv" på latin vilket refererar till att det första fossilet återfanns ovanpå en hög med ägg som först bedömdes tillhöra Protoceratops. Artepitet philoceratops betyder "älskare av ceratopsier", vilket också refererar till detta fynd.

## Paleobiologi

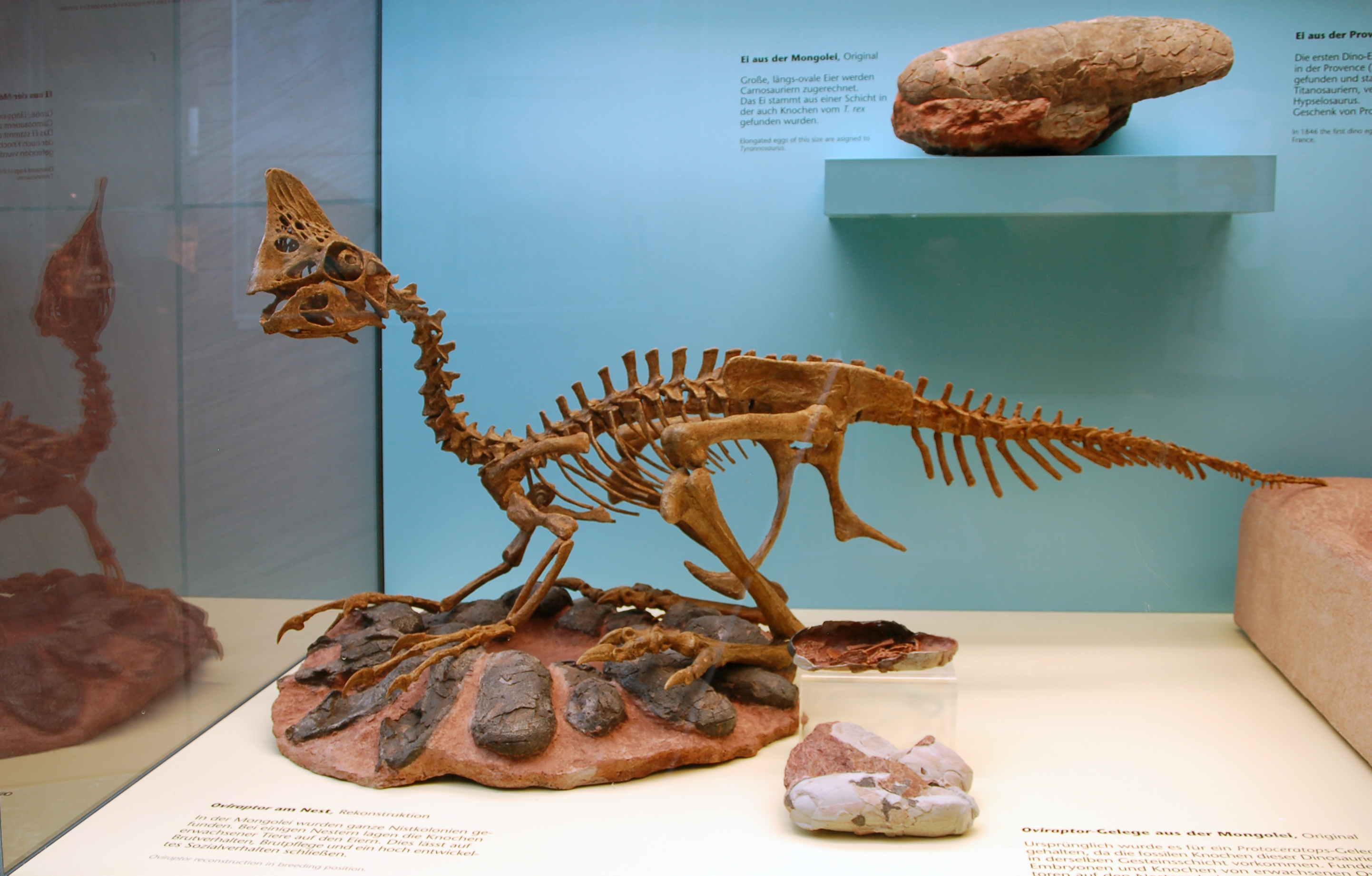
Oviraptor vid boet.

Som namnet antyder trodde man först att de livnärde sig av ägg från dinosaurier men detta anses numera osannolikt. Dess födostrategi är idag oklart men den var troligen allätare, vissa forskare tror till och med att den enbart åt växter. Tillsammans med fossilet efter Oviraptor philoceratops finns fossila rester av en ödla i närheten av dinosauriens magtrakt vilket indikerar att arten i varje fall delvis kan ha varit köttätare. Att det enda kända specimen hittades på en hög med ägg och att även fossil av närbesläktade arter också återfunnits tillsammans med ägg tolkas idag som att arten förmodligen ruvade sina ägg.

## Inom populärkulturen
Oviraptor förekommer i en rad populärkulturella sammanhang, ofta beskriven som en fågelliknande äggtjuv. Dessa beskrivningar bygger nästan uteslutande på tidigare rekonstruktioner av arten vilka baserade sig på oviraptoidern av släktet Citipati med sin kraftfulla benkam.